# Lista de quintas classificadas em Portugal
Esta é uma lista de quintas em Portugal, classificadas pelo IPPAR.

## Distrito de Lisboa
| Quinta | Concelho            | Localidade                   | Class.    | Ano  | IPPAR |
| --- | ------------------- | ---------------------------- | --------- | ---- | ----- |
| Quinta do Campo (conjunto edificado), incluindo a casa de habitação, capela, "tentadero" e outras instalações e pertences                                                                                            | Alenquer            | Carregado                    | IIP       | 2002 |       |
| Quinta do Bairro, dos Sousas Chichorros, dos Chichorros ou dos Condes de São Martinho e zona envolvente | Alenquer            | Abrigada                     | IIP       | 1997 |       |
| Quinta do Fidalgo (Casa e Capela) | Cadaval             | Cadaval                      | IIM       | 1996 |       |
| Casa da Quinta de Rana e jardim envolvente | Cascais             | São Domingos de Rana         | VC        | 1996 |       |
| Quinta de Manique, Palácio de Manique, Quinta do Marquês das Minas ou de Minas | Cascais             | Alcabideche                  | VC        | 2003 |       |
| Quinta do Barão, incluindo o solar, jardins e adega | Cascais             | Carcavelos                   | IIP       | 2002 |       |
| Quinta do Monte do Carmo ou Jardim do Monte do Carmo | Lisboa              | Alcântara                    | IIP       | 1991 |       |
| Quinta do Bom Nome ou do Sarmento | Lisboa              | Carnide                      | IIP       | 1970 |       |
| Quinta da Alfarrobeira | Lisboa              | São Domingos de Benfica      | IIP       | 1946 |       |
| Quinta do Beau-Séjour, das Campainhas ou Palácio do Beau-Séjour | Lisboa              | São Domingos de Benfica      | IIP       | 1996 |       |
| Quinta das Águias, de Diogo de Mendonça, do Visconde da Junqueira, do Professor Lopo de Carvalho ou dos Côrte-Real                                                                                                   | Lisboa              | Alcântara                    | IIP       | 1996 |       |
| Quinta Alegre ou Palácio do Marquês do Alegrete (palácio, jardins, construções e elementos decorativos | Lisboa              | Lumiar                       | IIP       | 1998 |       |
| Quinta dos Azulejos | Lisboa              | Lumiar                       | IIP       | 1962 |       |
| Quinta dos Lagares d'El-Rei (solar, anexos e quintal) | Lisboa              | Alvalade                     | IIP       | 1982 |       |
| Quinta da Ribeirinha, conjunto da Casa de Fresco, pórtico e casa de habitação | Loures              | Camarate                     | VC        | 1994 |       |
| Quinta do Pinto | Loures              | Frielas                      | VC        | 1995 |       |
| Quinta de Santo António | Loures              | Frielas                      | em estudo | -    |       |
| Palácio e Quinta de Valflores ou das Amoreiras | Loures              | Santa Iria de Azóia          | IIP       | 2002 |       |
| Quinta do Conventinho, do Conventinho do Espírito Santo (Museu) | Loures              | Santo António dos Cavaleiros | em estudo | -    |       |
| Quinta da Abelheira | Loures              | São Julião do Tojal          | IIP       | 1996 |       |
| Quinta das Maduras ou Antiga Quinta das Tinhozeiras | Loures              | São Julião do Tojal          | IIP       | 1997 |       |
| Quinta da Penha Verde (solar) | Sintra              | São Martinho                 | MN        | 1953 |       |
| Quinta da Bela Vista | Sintra              | Agualva-Cacém                | VC        | 1995 |       |
| Quinta de Vale de Marinha | Sintra              | Colares                      | IIM       | 1997 |       |
| Quinta Nova da Assunção | Sintra              | Queluz                       | VC        | 1996 |       |
| Quinta do Molha Pão (Casa nobre, anexos agrícolas, jardins, fonte e portão) | Sintra              | Belas                        | VC-IIP    | 1993 |       |
| Quinta da Regaleira, incluindo o palácio, capela, torres, complexo subterrâneo, jardim e todos os elementos decorativos                                                                                              | Sintra              | São Martinho                 | IIP       | 2002 |       |
| Quinta do Bonjardim | Sintra              | Belas                        | IIP       | 2002 |       |
| Quinta do Ramalhão, Paço Real do Ramalhão ou Colégio de São José das Irmãs Dominicanas Portuguesas | Sintra              | São Pedro de Penaferrim      | IIP       | 1996 |       |
| Quinta Mazziotti ou do França | Sintra              | Colares                      | VC-IIP    | 981  |       |
| Quinta de São Sebastião, capela, casa e mais edifícios de apoio | Sintra              | Santa Maria e São Miguel     | IIP       | 1997 |       |
| Quinta do Juncal | Torres Vedras       | Matacães                     | IIM       | 1993 |       |
| Quinta da Fábrica | Vila Franca de Xira | Vila Franca de Xira          | VC        | 2001 |       |
| Quinta do Bulhaco (parte da primitiva quinta), incluindo a Casa Grande, os pátios, as dependências agrícolas, a azenha, a casa de fresco, o Casal do Pereiro, o sistema hidráulico e terrenos agrícolas e silvículas | Vila Franca de Xira | São João dos Montes          | IIP       | 2002 |       |
| Quinta e Palácio de Nossa Senhora da Piedade (intramuros e igreja) | Vila Franca de Xira | Póvoa de Santa Iria          | IIP       | 1984 |       |

## Distrito de Viana do Castelo
| Quinta                    | Concelho         | Localidade      | Class. | Ano  | IPPAR |
| ------------------------- | ---------------- | --------------- | ------ | ---- | ----- |
| Quinta e Paço de Lanheses | Viana do Castelo | Lanheses        | VC     | 2012 |       |
| Quinta e Torre de Refóios | Ponte de Lima    | Refóios do Lima | IIP    | 1996 |       |

Nota: VC - em Vias de Classificação